# 五十嵐拓人
五十嵐 拓人（いがらし たくと、1994年7月23日 - ）は、日本の俳優。青森県出身。身長174cm。

## 人物
- 特技はダンス(R&B HIPHOP)、振付、芝居。
- 趣味はカクテル作り、ジムに行くこと。

## 出演

### 映画
- 春みたいだ（2017年公開）- 主演

### 舞台
- サンリオピューロランド『MEMORY BOYS ～想い出を売る店～』（2018年6月30日 - 12月19日、サンリオピューロランド）- ラルゴ 役
- 2.5次元ダンスライブ - 須貝誠 役
  - 2.5次元ダンスライブ「S.Q.S BLAZING & FREEZING」（2019年3月3日、舞浜アンフィシアター）※ ダンサー
  - 2.5次元ダンスライブ「ALIVESTAGE Episode 1『Let us go singing as far as we go: the road will be less tedious. - 歌いながら歩こうよ -』」（2019年5月15日 - 19日、草月ホール）[2]
  - 2.5次元ダンスライブ「ALIVESTAGE Episode 2『月花神楽』」（2019年11月8日 - 17日、ヒューリックホール東京）[3]
  - 2.5次元ダンスライブ「ALIVESTAGE Episode 3『SCHOOL REVOLUTION Hello 神さま 僕はここにいる！』」（2020年4月24日 - 5月6日、ヒューリックホール東京）（全公演中止）
  - 2.5次元ダンスライブ「TSUKIPRO STAGEキソセカイステージ：eins『ソラヲワタルカゼ』」（2020年6月10日 - 13日、立川ステージガーデン）（全公演中止）
  - 2.5次元ダンスライブ「ALIVESTAGE Episode 3『SCHOOL REVOLUTION Hello 神さま 僕はここにいる！』」（2020年10月29日 - 11月8日、ヒューリックホール東京）[4]
  - 2.5次元ダンスライブ「TSUKIPRO STAGEキソセカイステージ：eins『ソラヲワタルカゼ』」（2020年12月19日 - 20日、立川ステージガーデン）[5] ※無観客生配信
  - 2.5次元ダンスライブ「ALIVESTAGE外伝 ZIX STAGE『Break It!』」（2021年2月27日 - 2月28日、草月ホール）[6]
  - 2.5次元ダンスライブ「ALIVESTAGE Episode 5『月野百鬼夜行綺譚 天獄 -君死にたまふことなかれ-』」（2021年9月2日 - 12日、シアターGロッソ）[7]
  - 2.5次元ダンスライブ「ALIVESTAGE Episode 6『Gift』」（2022年3月18日 - 27日、ヒューリックホール東京）[8]
  - 2.5次元ダンスライブ「ALIVESTAGE Episode 8『太極伝奇の、舞台裏』」（2023年7月29日 - 8月7日、なかのZERO 大ホール）[9]
  - 「ALIVESTAGE」＆「S.Q.S」ツキプロ合同ライブ(仮)（2024年11月20日 - 24日、東京ドームシティ シアターGロッソ）
- ミュージカル『刀剣乱舞』～葵咲本紀～（2019年8月3日 - 18日、天王洲 銀河劇場 / 9月14日 - 28日、AiiA 2.5 Theater Kobe / 10月4日 - 6日、アルモニーサンク北九州ソレイユホール）[10]
- 舞台『DOUBT-真実と虚構-』（2019年12月17日 - 24日、日暮里d-倉庫）[11]

- 音楽劇『黒と白 -purgatorium-』- 強欲・マモン 役
  - 音楽劇『黒と白 -purgatorium-』（2020年2月19日 - 2月23日、日本青年館ホール）[12]
  - 音楽劇『黒と白 -purgatorium- ad libitum』（2020年11月27日 - 12月6日、ヒューリックホール東京）[13]
  - 音楽劇『黒と白 -purgatorium- amoroso』（2021年6月30日 - 7月4日、シアターGロッソ）[14]
- Pave the Way STAGE２舞台『歪』（2020年3月11日 - 15日、中目黒キンケロ・シアター）
- 舞台『淡海乃海－現世を生き抜くことが業なれば－』（2022年5月20日 - 29日、シアターGロッソ）- 灯 役[15]
- 舞台『呪術廻戦』（2022年7月15日 - 31日、天王洲 銀河劇場 / 8月7日 - 14日、メルパルク大阪 ホール）- 両面宿儺 役[16]
- Yumino Project『Re:turn〜過去と未来〜』（2023年2月8日 - 12日、中目黒キンケロ・シアター）[17]
- T-gene stage 
  - T-gene stage『MOMOTARO』（2023年5月24日 - 28日、六行会ホール）※ゲスト出演（24日のみ）[18]
  - T-gene stage『消された声』（2023年10月4日 - 9日、すみだパークシアター倉）- 近藤ダイチ 役
  - T-gene stage『囚われた5人？』（2024年4月24日 - 29日、studio ZAP!）- ジャスティス・ビーバー 役
  - T-gene stage『図ったん×ひょったん the STAGE』（2024年6月26日 - 30日、すみだパークシアター倉）
  - T-gene stage『Episode 犬紀村』（2024年10月23日 - 27日、六行会ホール）- ドッゴ 役[19][20]
  - T-gene Stage『正義の味方 ~ジャスティス・タクティス~』（2025年2月26日 - 3月3日、中目黒キンケロシアター）- 主演・五十幡正義 役
  - T-gene stage『囚われた5人？-2025-』（2025年4月16日 - 21日、サンモールスタジオ / 4月30日 - 5月4日、扇町ミュージアムキューブ CUBE03）- ジャスティス・ビーバー 役
  - T-gene Stage『Altersong』（2025年6月16日 - 22日、築地本願寺ブディストホール）
- 劇団CATMINT 第19回公演『ネリネの咲く頃』（2023年10月25日 - 29日、シアターグリーンBASE THEATER）※27日のみ出演
- 舞台『父が死んだ時、僕たちは何年かぶりに集まった。』（2023年12月6日 - 10日、CBGKシブゲキ!!）[21]
- あい傘プロジェクト vol.1 舞台『雨。今、君は』（2024年1月11日 - 14日、萬劇場）- 安藤蒼ノ助 役
- Charm Vol.14 Withered Life ~苛烈玖州事変~（2024年2月14日 - 18日、シアターグリーン BIG TREE THEATER）- 慶悠二 役
- 舞台『権乱業火〜忠心と反心と〜』（2024年5月9日 - 12日、ザ・ポケット）
- ゼロテラ / 001+ 『新約クラド』（2024年7月11日 - 14日、六行会ホール）- 定直 役

### イベント
- こばなか秋祭り（2022年10月16日、地下スペースYホール）※ゲストMC
- 縣豪紀 BIRTHDAY EVENT（2023年1月14日、R’s ART COURT）※ゲスト
- 図ったん×ひょったん vol.11（2023年2月25日、Msmile Box渋谷）
- 千葉瑞己バースデーイベント2023（2023年2月26日、朝日新聞東京本社読者ホール）※ゲストMC
- 須賀京介 FC 主催イベント 『須賀京介、涙の逃避行、そして狂乱の新年度へ』（2023年3月4日、ばぐちか）※ゲスト
- 図ったん×ひょったん vol.13（2023年6月10日・11日、Msmile Box渋谷）
- T-gene presents session vol.27（2023年8月19日、ブルースクエア四谷）※ゲスト
- 図ったん×ひょったん vol.14（2023年8月20日、アトリエファンファーレ東新宿）
- 渡邉響25歳バースデーイベント『響の四半世紀誕生祭！』（2023年8月26日、SOOO dramatic !）※ゲスト
- 千葉瑞己オフィシャルファンクラブイベント（2023年9月23日、ブルースクエア四谷）※ゲストMC
- T-gene stage『消された声』【本番直前！前夜祭開催決定！】（2023年9月24日、MUSEモード音楽学院本館）
- T-geneStage『消された声』後夜祭（2023年10月1日、R’sアートコート）
- 舞台『父が死んだ時、僕たちは何年かぶりに集まった。』公演直前イベント（2023年11月26日、studio ZAP!）
- 図ったん×ひょったん クリスマスパーティー 2023（2023年12月23日、本所地域プラザBIGSHIP）
- 図ったん×ひょったん 忘年会2023（2023年12月30日、ブルースクエア四谷）
- 舞台『雨。今、君は』前夜祭イベント（2024年1月10日、萬劇場）
- T-gene stage『囚われた5人？』前夜祭（2024年4月14日、MUSEモード音楽学院本館）
- 図ったん×ひょったん the STAGE 前夜祭（2024年6月16日、MUSEモード音楽学院本館）
- 吉田知央企画イベント『ちひ屋vol.2』（2024年8月3日、恵比寿ガーデンプレイスタワー13F）※ゲスト
- 第2回むげん会×小林涼バースディ（2024年9月14日、浅草雷5656会館）
- T-geneStage『Episode 犬紀村』前夜祭（2024年10月13日、MUSEモード音楽学院本館）
- 千葉プロデュース『ハロウィンパーティー2024 ~WolfDAY/VampireNIGHT~』（2024年11月4日、東京ポートシティ竹芝）※ゲスト
- T-geneStage『Episode 犬紀村』後夜祭（2024年11月16日、MUSEモード音楽学院本館）
- T-gene学園『クリスマスバージョン』（2024年12月22日、Msmile Box渋谷）
- 図ったん×ひょったん 大忘年会！（2024年12月30日、ブルースクエア四谷）
- T-gene Stage『正義の味方 ~ジャスティス・タクティス~』前夜祭（2025年2月16日、MUSEモード音楽学院本館）
- T-gene Stage『正義の味方 ~ジャスティス・タクティス~』後夜祭（2025年3月16日、MUSEモード音楽学院本館）
- T-gene Stage『囚われた5人？-2025-』前夜祭（2025年4月6日、池袋ムーブメントスタジオ）